# Xanton-Chassenon
Xanton-Chassenon é uma comuna francesa na região administrativa da Pays de la Loire, no departamento de Vendéia. Estende-se por uma área de 19,24 km². Em 2010 a comuna tinha 740 habitantes (densidade: 38,5 hab./km²).